# Rockestra Theme
Rockestra Theme è uno dei pezzi rock più aggressivi scritti da Paul McCartney. Fu registrato il 3 ottobre 1978 dalla band corrente di McCartney, gli Wings, coadiuvati da una all-star band, composta da alcuni dei più stretti amici di McCartney, tutti famosi nel campo della musica internazionale.

## Il brano
La canzone apparve nell'album del 1979 Back to the Egg. Il singolo venne pubblicato solo in Francia nel corso del 1979.
In un'intervista del 2001 su VH1, McCartney disse che Keith Moon era stato invitato a far parte della Rockestra, ma morì un mese prima dell'inizio delle sessioni di registrazione. Venne allora invitato Kenney Jones, che in quel periodo sostituì Moon alla batteria nei The Who.
Il brano venne eseguito alla manifestazione Concerts for the People of Kampuchea (e pubblicato sull'EP omonimo), una serie di concerti dal vivo progettata da McCartney per aiutare la popolazione della Cambogia in difficoltà a causa della guerra con band molto famose, come i Queen, The Clash, the Pretenders, The Who, Elvis Costello, Wings e molti altri artisti che suonarono i loro brani al Hammersmith Odeon a Londra durante il dicembre del 1979. L'ultimo dei concerti sancì l'ultima apparizione dal vivo degli Wings.
La maggior parte della Rockestra indossò abiti argentati. Sul video Concerts for Kampuchea, si può sentire Paul McCartney fare un commento su Pete Townshend prima di suonare il pezzo, dicendo che Pete fosse "poof" (gay nell'intercalare inglese).
Nel 1980, Rockestra Theme vinse il 22° Grammy per la Miglior Performance Rock Strumentale.
Il brano fu usato per i titoli iniziali di California Go!, un programma sportivo dell'emettitrice spagnola ESPN.

### Versioni bootleg
Esistono alcune pubblicazioni non ufficiali che contengono alcuni brani registrati durante le Rockestra Sessions.

## Formazione
I musicisti che eseguirono Rockestra Theme (così come So Glad to See You Here, sempre presente su Back to the Egg) furono (i musicisti contrassegnati da (*) sono la formazione originale degli Wings):

Alle chitarre:
- Denny Laine*
- Laurence Juber*
- David Gilmour
- Hank Marvin
- Pete Townshend

Alla batteria:
- Steve Holly*
- John Bonham
- Kenney Jones

Al pianoforte:
- Paul McCartney*
- John Paul Jones

Al basso:
- Ronnie Lane
- Bruce Thomas

Alle tastiere:
- Gary Brooker
- Linda McCartney*
- Tony Ashton

Alle percussioni:
- Speedy Acquaye
- Tony Carr
- Ray Cooper
- Morris Pert

Ai fiati:
- Howie Casey
- Tony Dorsey
- Steve Howard
- Thaddeus Richard